# 頓知気さきな
頓知気 さきな（とんちき さきな、2000年〈平成12年〉3月6日 - ）は、日本の女性アイドル。女性アイドルユニット・femme fatale、および一夫多妻制アイドルユニット・清竜人25のメンバー。青春高校3年C組アイドル部・ハイスクールベイビーの元メンバー。大阪府出身。

## 経歴
2018年10月22日、実姉の戦慄かなのとセルフプロデュースユニット・femme fataleとしてデビュー。同年11月、講談社・ミスiD2019を受賞。
2019年1月3日放送『おしゃべりオジサン ヤバイ・オブ・ザ・イヤー2019』（テレビ東京）でテレビ初出演。
2019年5月20日より『青春高校3年C組』（テレビ東京）に入学希望者（3期生 第5週）として出演し合格。5月27日よりクラスメイトとして出演。出席番号は42。6月13日の放送分にてアイドル部の新ユニット「ハイスクールベイビー」に加入した。
『週刊プレイボーイ』×『青春高校3年C組』表紙争奪オーディションに勝ち抜き、2019年11月2日発売の「週刊プレイボーイ」にて表紙&巻頭グラビアが掲載。
2019年11月6日・7日の『青春高校3年C組』の番組内でメジャーデビューシングル「君のことをまだ何にも知らない」の歌唱メンバーに選ばれ、同月27日の放送で楽曲のセンターとなることが発表された。
2020年6月16日(15日深夜)『青春高校3年C組』の番組内で、2ndシングル「好きです」のセンターを務めることが発表された（2作連続）。
2021年3月31日をもって『青春高校3年C組』のアイドル部をはじめ全プロジェクトが終了。
2022年2月14日に5人の写真家と作成した写真集『頓知気さきな CONCEPT Collaboration Photo Book』を3月30日に発売することを発表した。
2024年7月7日、再結成された清竜人25の「第101夫人」・清 さきな（きよし さきな）であることが公表された。

## 人物・エピソード
- 「頓知気」という苗字は姉・かなのの命名による[12]。姉が少年院から帰ってきたときにさきなを見てあまりの可愛さに「一緒にアイドルをやるしかない」と思い、それから溺愛されている[3]。
- ルックス・性格とも姉とは正反対との評価[3]。しかし、頑固な面もあり、femme fataleデビュー直前に突然辞めると言い出して、ミスiD実行委員長の小林司や同選考委員の吉田豪、大森靖子が説得に当たるという一幕もあった[13]。
- femme fataleでは衣装[3]を担当。

## 作品

### シングル
- U.M.A. / Himitsu（2023年11月29日）[14]
- どうしよっかな（2024年4月10日）[15]

### 楽曲参加
- 佐々木喫茶 「Juicy Fruity Lady feat.頓知気さきな」（2021年2月22日）
- 佐々木喫茶 「恋のロケットランチャー feat.頓知気さきな」（2021年5月9日）
- NARROWORLD 「ラズベリー feat. 頓知気さきな, 兎遊たお」（2023年1月25日）[16]

## 出演

### テレビ番組
- おしゃべりオジサン ヤバイ・オブ・ザ・イヤー2019（2019年1月3日、テレビ東京）
- 深夜に発見!新shock感〜一度おためしください〜（2019年3月24日・3月31日・8月25日・9月1日・12月29日、テレビ東京）
- 青春高校3年C組（2019年5月20日 - 2021年4月1日、テレビ東京）[17]
- テレ東音楽祭2019（2019年6月26日、テレビ東京） ※青春高校アイドル部(テレ東音楽祭選抜)
- 電脳トークTV2〜相内さん、もっと青春しましょ!〜（2019年7月8日・8月12日・2020年7月13日・20日・27日、テレビ東京）
- 新米姉妹のふたりごはん 第5話(2019年11月8日、テレビ東京)
- 知らない人んち（仮）～あなたのアイデア、来週放送されます！～ 第3話（2019年11月19日・2020年5月15日(再放送)、テレビ東京）
- 大正製薬Presents MelodiX!スペシャル2019（2019年12月28日、テレビ東京） ※青春高校3年C組アイドル部
- 音流～ONRYU～ （2020年1月18日・8月1日、テレビ東京） ※青春高校3年C組アイドル部
- 月〜金お昼のソングショー ひるソン!（2020年1月27日・2月13日・6月18日(再放送)・7月3日(再放送)、テレビ東京） ※青春高校3年C組アイドル部
- プレミアMelodiX!（2020年7月21日、テレビ東京） ※青春高校3年C組アイドル部

### ラジオ
- ミュ〜コミ+プラス (2020年1月23日・7月30日、ニッポン放送)
- キラメキ ミュージック スター「キラスタ」 (2020年2月19日、FM NACK5)

### ミュージックビデオ
- マカロニえんぴつ「STAY with ME」（2019年）[18]
- 眉村ちあき「私の全てをかけるつもりです」（2024年）[19]

## 書籍

### 写真集
- ときめきヒロイン（2021年4月21日、集英社、ISBN 978-4-0879-0033-0）[20]
- 頓知気さきな CONCEPT Collaboration Photo Book（2022年3月30日、KADOKAWA、ISBN 978-4-0489-7187-4）[21]
- フォトスタイルブック また明日（2025年9月25日、光文社、ISBN 978-4-334-107635）[22]